# 9 أقمار كاملة (فلم)
9 أقمار كاملة (بالإنجليزية: 9 Full Moons) هو فيلم درامي رومانسي أمريكي صدر عام 2013. من إخراج تومير الماجور وبطولة آيمي سايمتز وبريت روبرتس ودونال لوج. صدر في المسارح عام 2014.

## القصة
فرانكي (آمي سيميتز) وليف (بريت روبرتس) ، شخصان مختلفان جذريًا ، يقصدان بعضهما البعض بطريقة ما ويبدآن علاقة.

## الممثلون
- ايمي سيميتز في دور فرانكي
- بريت روبرتس في دور ليف
- دونال لوج مثل تشارلي كينج ناش
- فوستر تيمز مثل سبنسر والش
- بريان ماكجواير في دور روني
- ديل ديكي في دور بيلي
- هاري دين ستانتون في دور ديمتري
- جيمس دوفال في دور تيري
- جوي كابوني بدور سام

## وصلات خارجية
- 9 أقمار كاملة على موقع IMDb (الإنجليزية)
- 9 أقمار كاملة على موقع ميتاكريتيك (الإنجليزية)
- 9 أقمار كاملة على موقع روتن توميتوز (الإنجليزية)
- 9 أقمار كاملة على موقع أول موفي (الإنجليزية)
- 9 أقمار كاملة على موقع فيلمافينيتي (الإسبانية)
- 9 أقمار كاملة على موقع قاعدة بيانات الفيلم (الإنجليزية)
- 9 أقمار كاملة على موقع ليتربوكسد (الإنجليزية)
- 9 أقمار كاملة على موقع كينوبويسك (الروسية)